# Stephan James

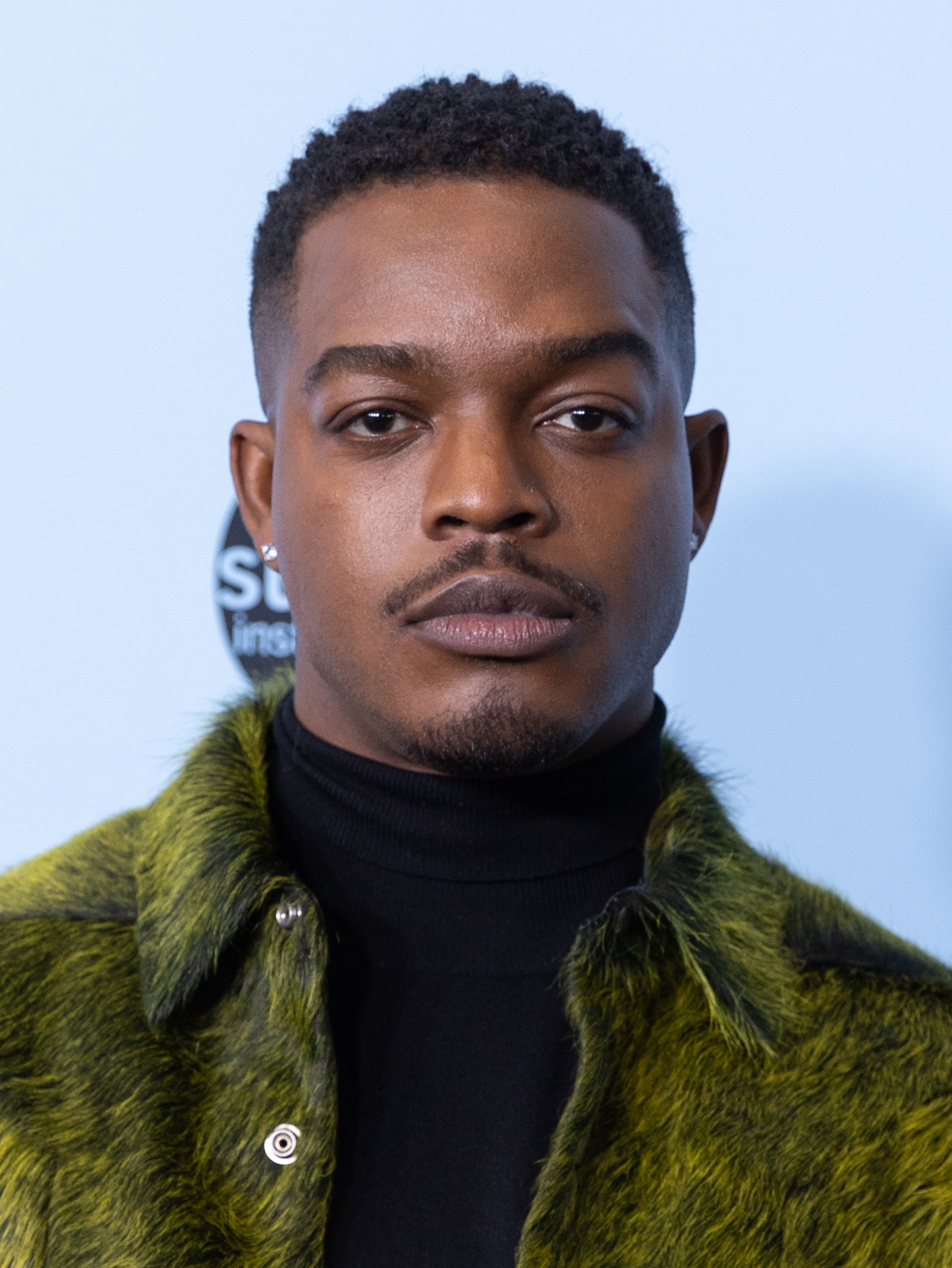
Stephan James (2025)

Stephan James (* 16. Dezember 1993 in Toronto, Ontario) ist ein kanadischer Filmschauspieler.

## Karriere
Seine Fernsehkarriere hatte James 2010 in einer Nebenrolle im Fernsehfilm Mein Babysitter ist ein Vampir und durch zwei Auftritte in der kanadischen Teenie-Komödie Degrassi: The Next Generation begonnen. Seine erste größere Rolle in einem Spielfilm erhielt er 2012 im kanadischen Filmdrama Home Again, in welchem er einen deportierten Jamaikaner spielte. In dem später als Bester Film für den Oscar nominierten Filmdrama Selma spielte James 2014 den Bürgerrechtsaktivisten John Lewis. Eine weitere Hauptrolle erhielt er in der Filmbiografie Zeit für Legenden, in welcher er den Protagonisten Jesse Owens verkörpert. Eine weitere Hauptrolle erhielt James in dem Film Beale Street von Barry Jenkins.
Gemeinsam mit seinem Bruder Shamier Anderson gründete er den „B.L.A.C.K. Ball“, eine Veranstaltungsreihe, die 2019 während des Toronto Film Festivals und während der Oscars-Saison in Los Angeles stattfand.

## Filmografie (Auswahl)
- 2010: Mein Babysitter ist ein Vampir – Der Film (My Babysitter’s a Vampire, Fernsehfilm)
- 2011–2012: Degrassi: The Next Generation (Fernsehserie, 8 Folgen)
- 2011: Die 12 Weihnachts-Dates (12 Dates of Christmas, Fernsehfilm)
- 2012: Home Again
- 2014: Perfect Sisters
- 2014: Pride of Lions
- 2014: When the Game Stands Tall
- 2014: Selma
- 2015: Lost After Dark
- 2015: Across the Line
- 2016: Zeit für Legenden (Race)
- 2017: Shots Fired (Fernsehserie, 10 Folgen)
- 2018: Beale Street (If Beale Street Could Talk)
- 2018–2020: Homecoming (Fernsehserie, 17 Folgen)
- 2019: 21 Bridges
- 2020: #FreeRayshawn (Fernsehserie, 15 Folgen)
- 2021: National Champions
- seit 2022: The Girl in the Water (Surface, Fernsehserie)
- 2024: Babes
- 2025: Ricky
- 2025: Night Always Comes

## Auszeichnungen (Auswahl)
Black Film Critics Circle Awards
- 2014: Bestes Ensemble in Selma

Black Reel Awards
- 2015: Nominierung als bester Nachwuchsdarsteller in Selma
- 2018: Nominierung als bester Schauspieler in Beale Street

Canadian Film Fest
- 2016: Bester Schauspieler in Across the Line

Canadian Screen Award
- 2017: Nominierung als bester Hauptdarsteller in Zeit für Legenden[5]

NAACP Image Award
- 2017: Nominierung als bester Hauptdarsteller in Zeit für Legenden[6]

Savannah Film Festival
- 2018: Discovery Award für Beale Street[7]